# مارچلو نری
مارچلو نری (ایتالیایی: Marcello Neri; ۲ فوریهٔ ۱۹۰۲ – ۲۳ دسامبر ۱۹۹۳) دوچرخه‌سوار اهل ایتالیا بود. وی در بازی‌های المپیک تابستانی ۱۹۲۸ شرکت کرده است.